# Sulfonamid (hemija)
U hemiji, sulfonamid je funkcionalna grupa: , sulfonilna grupa vezana za aminsku grupu.
Sulfonamid je takođe jedinjenje koje sadrži ovu grupu. Opšta formula je , gde je R organska grupa. Na primer, "metan sulfonamid" je . Sulfonamidi se mogu smatrati derivatima sulfonske kiseline u kojima je hidroksilna grupa zamenjena amino grupom.
U medicini, termin "sulfonamid" se ponekad koristi kao sinonim za sulfonamidni lek, derivat ili varijacija sulfanilamida.

## Organska sinteza
Sulfonamidi se mogu pripremiti u laboratoriji na više načina. Na primer, reakcijom sulfonil hlorida sa aminima u sintezi sulfonil-metilamida. Dostupni izvor sulfonil hlorid je tozil-hlorid.

## Sulfinamidi
Sulfinamidi (R(S=O)NHR) su amidi sulfinske kiseline (R(S=O)OH). Hiralni sulfinamidi kao [to su tert-butansulfinamid, p-toluenesulfinamid and 2,4,6-trimethylbenzenesulfinamide su značajni u asimetričnoj sintezi.

## Literatura
1. ↑  „p-tolylsulfonyl methyl nitrosamide”. Organic Syntheses, Coll. Vol. 4, p.943 (1963); Vol. 34, p.96. 1954.
2. ↑  „Pyrazole, 3(or 5)-amino-”. Organic Syntheses, Coll. Vol. 5, p.39 (1973); Vol. 48, p.8 (1968).
3. ↑  „Sulfonamines (thiooximine S-oxides): Asymmetric synthesis of methyl (R)-(+)-β-phenylalanate from (S)-(+)-N-(benzylidene)-p-toluenesufinamide” (PDF). Organic Syntheses, Coll. Vol. 10, p.47 (2004); Vol. 77, p.50. 2000.
4. ↑  „Preparation of N-p-tolylsulfonyl-(E)-1-phenylethylideneimine” (PDF). Org. Synth 2007, 84, 129-138.
5. ↑  „(S)-(+)-2,4,6-trimethylbenzenesulfinamide” (PDF). Org. Synth. 2006, 83, 131-140.